# نمادسازی صدا
در زبان‌شناسی، نمادسازی صدا (به انگلیسی: sound symbolism) همان مشابهت بین یک صدا و معنی آن است، که نوعی تصویرگونگی است. برای مثال کلمه انگلیسی «ding» ممکن است مشابه صدای واقعی یک زنگ صدا بدهد. صدای زبانی می‌تواند به صورت مشابهت با نه فقط صدا، بلکه دیگر ویژگی‌های حسی مثل اندازه، دیداری، لمسی، یا بویایی یا دامنه انتزاعی مثل هیجان یا ارزش‌داوری درک شود. چنین تناظری بین صدای زبانی و معنی آن ممکن است به صورت قابل ملاحظه‌ای روی نحوه ادای زبان تاثیر بگذارد.